# Lepidura tuberosa
Lepidura tuberosa är en stekelart som beskrevs av Dasch 1974. Lepidura tuberosa ingår i släktet Lepidura och familjen brokparasitsteklar. Inga underarter finns listade i Catalogue of Life.